# Giochi mondiali sulla spiaggia
I Giochi mondiali sulla spiaggia (in lingua inglese World Beach Games) sono una manifestazione multisportiva mondiale, organizzata dall'Associazione dei Comitati Olimpici Nazionali (ANOC) con cadenza quadriennale, composta da sport da spiaggia che non rientrano nel programma dei Giochi olimpici.
L'edizione inaugurale, inizialmente prevista a San Diego nel 2017, è stata posticipata al 2019 e successivamente, conseguentemente alla mancanza di finanziamenti privati, è stata definitivamente assegnata alla città di Doha in Qatar.

## Edizioni
| Anno | Edizione | Stato     | Città ospitante | Date           | Nazioni | Atleti | Sport | Eventi |
| ---- | -------- | --------- | --------------- | -------------- | ------- | ------ | ----- | ------ |
| 2019 | I        | Qatar     | Doha            | 12-16 ottobre  | 97      | 1.237  | 14    | 36     |
| 2023 | II       | Indonesia | Bali            | Annullati      |         |        |       |        |
| 2027 | III      | Vietnam   | Đà Nẵng         | 15-23 novembre |         |        |       |        |

## Sport

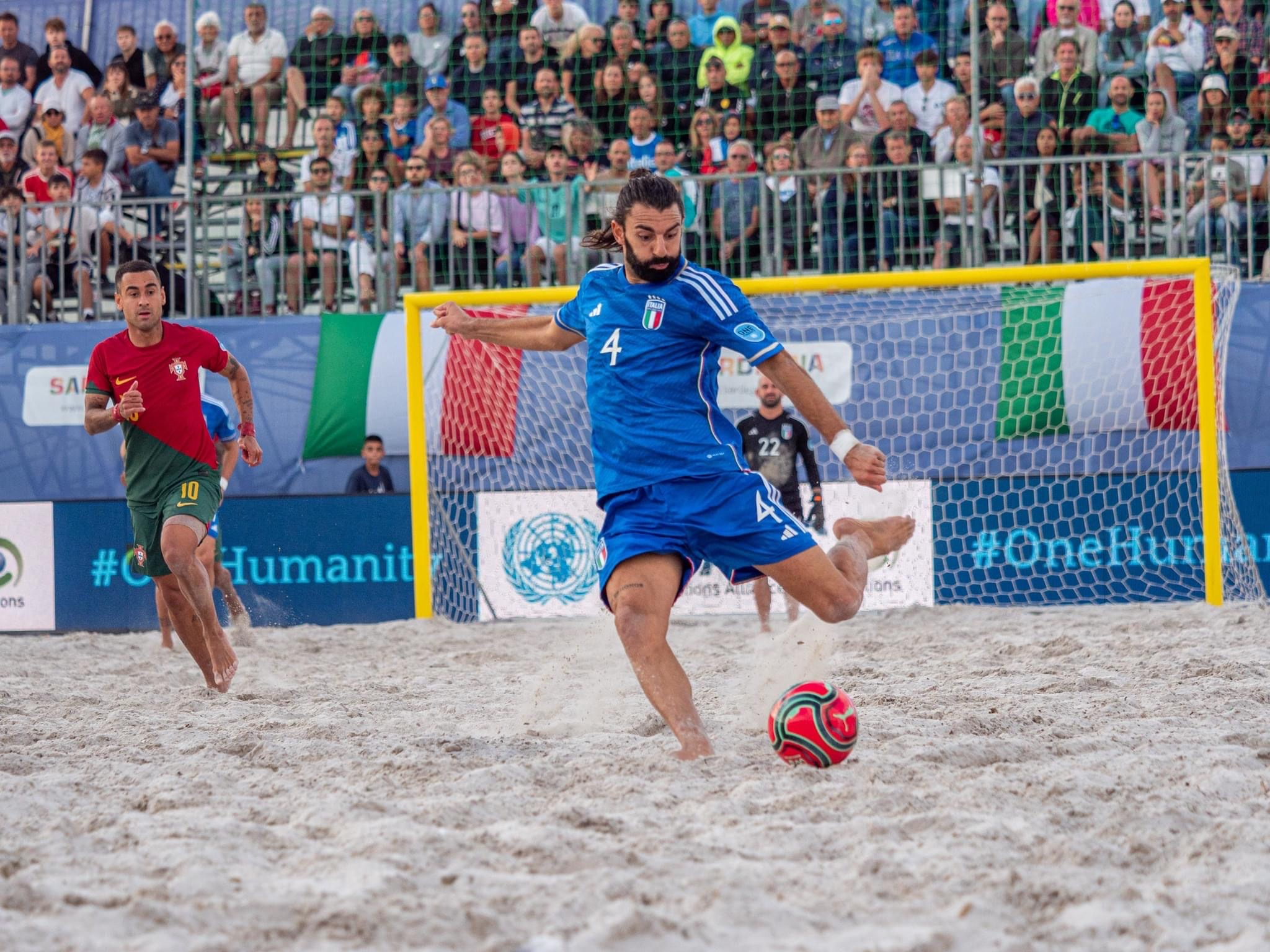
Beach soccer (uno degli sport presenti alle Olimpiadi)

Complessivamente si è gareggiato in 15 sport ai Giochi mondiali sulla spiaggia.

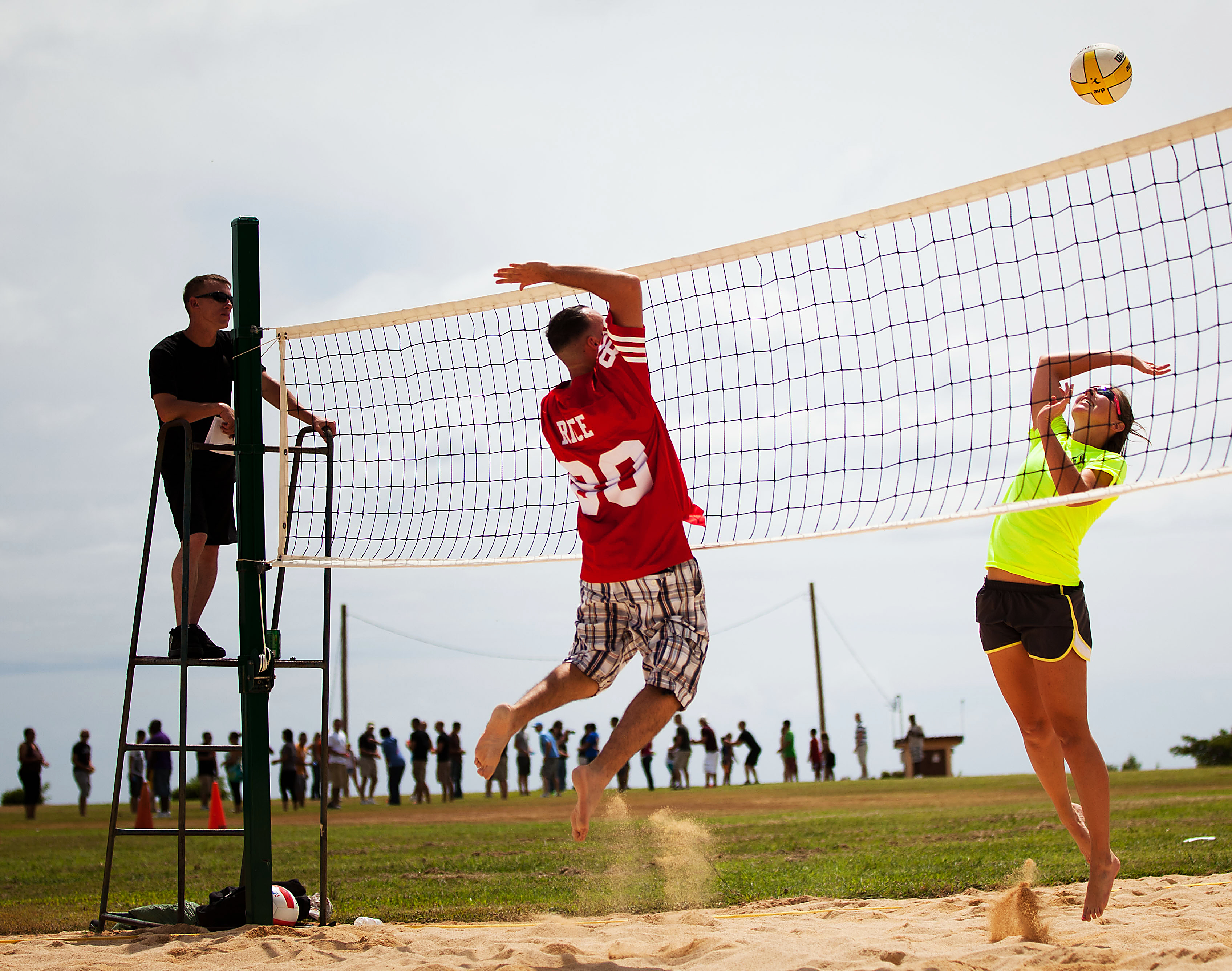
Beach volley

| Sport                | Edizioni |
| -------------------- | -------- |
| Aquathlon            | dal 2019 |
| Air Badminton        | dal 2023 |
| Beach handball       | dal 2019 |
| Beach soccer         | dal 2019 |
| Beach volley 4x4     | dal 2019 |
| Lotta sulla spiaggia | dal 2019 |
| Bouldering           | 2019     |
| Karate kata          | dal 2019 |
| Kitesurfing          | dal 2019 |
| Nuoto di fondo       | dal 2019 |
| Pallacanestro 3x3    | dal 2019 |
| Sci nautico          | dal 2019 |
| Skateboarding        | dal 2019 |
| Tennis da spiaggia   | dal 2019 |
| Wakeboard            | dal 2019 |

## Medagliere
| Posiz.                                  | Nazione                                 | Oro | Argento | Bronzo | Totale |
| --------------------------------------- | --------------------------------------- | --- | ------- | ------ | ------ |
| 1                                       | Spagna                                  | 7   | 1       | 2      | 10     |
| 2                                       | Brasile                                 | 5   | 4       | 3      | 12     |
| 3                                       | Italia                                  | 4   | 1       | 1      | 6      |
| 4                                       | Stati Uniti                             | 4   | 0       | 4      | 8      |
| 5                                       | Giappone                                | 3   | 2       | 0      | 5      |
| 6                                       | Russia                                  | 2   | 2       | 3      | 7      |
| 7                                       | Georgia                                 | 2   | 1       | 1      | 4      |
| 8                                       | Francia                                 | 1   | 2       | 0      | 3      |
| 9                                       | Bielorussia                             | 1   | 1       | 1      | 3      |
| 9                                       | Iran                                    | 1   | 1       | 1      | 3      |
| 11                                      | Nigeria                                 | 1   | 1       | 0      | 2      |
| 11                                      | Paesi Bassi                             | 1   | 1       | 0      | 2      |
| 13                                      | Germania                                | 1   | 0       | 3      | 4      |
| 14                                      | Colombia                                | 1   | 0       | 0      | 1      |
| 14                                      | Danimarca                               | 1   | 0       | 0      | 1      |
| 14                                      | Pakistan                                | 1   | 0       | 0      | 1      |
| 17                                      | Azerbaigian                             | 0   | 4       | 1      | 5      |
| 18                                      | Ungheria                                | 0   | 3       | 1      | 4      |
| 19                                      | Turchia                                 | 0   | 2       | 0      | 2      |
| 20                                      | Ucraina                                 | 0   | 1       | 2      | 3      |
| 21                                      | Cina                                    | 0   | 1       | 1      | 2      |
| 21                                      | Gran Bretagna                           | 0   | 1       | 1      | 2      |
| 23                                      | Australia                               | 0   | 1       | 0      | 1      |
| 23                                      | Finlandia                               | 0   | 1       | 0      | 1      |
| 23                                      | Polonia                                 | 0   | 1       | 0      | 1      |
| 23                                      | Porto Rico                              | 0   | 1       | 0      | 1      |
| 23                                      | Qatar                                   | 0   | 1       | 0      | 1      |
| 23                                      | Svizzera                                | 0   | 1       | 0      | 1      |
| 23                                      | Taipei cinese                           | 0   | 1       | 0      | 1      |
| 30                                      | Romania                                 | 0   | 0       | 3      | 3      |
| 31                                      | Bulgaria                                | 0   | 0       | 1      | 1      |
| 31                                      | Canada                                  | 0   | 0       | 1      | 1      |
| 31                                      | Cile                                    | 0   | 0       | 1      | 1      |
| 31                                      | Hong Kong                               | 0   | 0       | 1      | 1      |
| 31                                      | Indonesia                               | 0   | 0       | 1      | 1      |
| 31                                      | Mongolia                                | 0   | 0       | 1      | 1      |
| 31                                      | Rep. Dominicana                         | 0   | 0       | 1      | 1      |
| 31                                      | Slovenia                                | 0   | 0       | 1      | 1      |
| 31                                      | Svezia                                  | 0   | 0       | 1      | 1      |
| 31                                      | Venezuela                               | 0   | 0       | 1      | 1      |
| Totale (40 comitati olimpici nazionali) | Totale (40 comitati olimpici nazionali) | 36  | 36      | 38     | 110    |